# Sidi Sané
Sidi Guéssor Sané (* 21. April 2003 in Essen) ist ein deutsch-französischer Fußballspieler, der aktuell bei Eintracht Braunschweig unter Vertrag steht.

## Familie
Sané ist ein Sohn des ehemaligen senegalesischen Fußballnationalspielers Souleymane Sané und der deutschen Gymnastin Regina  Weber. Sein älterer Bruder Kim (* 1995) spielte im Jugendfußball u. a. in der B-Junioren-Bundesliga und A-Junioren-Bundesliga, im Herrenbereich in der Regionalliga Bayern und Regionalliga West; sein zweiter älterer Bruder Leroy (* 1996) ist ebenfalls Profifußballer und deutscher A-Nationalspieler. Sidi wuchs mit seinen Brüdern in Wattenscheid unweit des Lohrheidestadions auf.

## Karriere

### Jugend und Wechsel zum FC Schalke 04
Sidi Sané spielte für die SG Wattenscheid 09 und im Nachwuchsleistungszentrum von Bayer 04 Leverkusen, bevor er in der F-Jugend in die Knappenschmiede des FC Schalke 04 wechselte. In der Saison 2021/22, seiner letzten in der A-Jugend, absolvierte er einen ersten Einsatz für die zweite Mannschaft in der viertklassigen Regionalliga West. In der Folgesaison, seiner ersten im Seniorenbereich, wurde er dort festes Kadermitglied. Am 12. November 2022 absolvierte Sané in der Partie gegen den FC Bayern München seinen ersten Einsatz für die Profis. Sein Bruder Leroy war zu diesem Zeitpunkt bereits ausgewechselt.

### Eintracht Braunschweig
Im Juli 2023 wechselte Sidi Sané zum Zweitligisten Eintracht Braunschweig und erhielt einen Vertrag mit einer Laufzeit bis zum 30. Juni 2025. Nachdem er bereits in der ersten Saison wiederholt mit Verletzungen zu kämpfen hatte und dadurch nur auf 10 Ligaspieleinsätze kam, riss er sich im Sommer 2024 das Kreuzband und fiel dadurch langfristig aus. Erst im Relegationsrückspiel gegen den 1. FC Saarbrücken am 27. Mai 2025 wurde er zu Beginn der Verlängerung eingewechselt und kam so zu seinem nächsten Pflichtspieleinsatz. Am 25. Juni 2025 gab Eintracht Braunschweig die Verlängerung des Vertrages um zwei Jahre mit vereinsseitiger Option auf ein weiteres Jahr bekannt.